# Associazione Calcio Cesena 2002-2003
Questa pagina raccoglie le informazioni riguardanti l'Associazione Calcio Cesena nelle competizioni ufficiali della stagione 2002-2003.

## Stagione
Nella stagione 2002-2003 il Cesena disputa girone A del campionato di Serie C1, raccoglie 59 punti, alle spalle del Treviso promosso diretto, e dall'Albinoleffe che ha vinto i playoff. La squadra bianconera allenata da Giuseppe Iachini ha perso la semifinale dei playoff, superata nel doppio confronto dal Pisa. Si sono messi in evidenza le due punte, Florian Myrtaj con 13 reti, 12 in campionato e una in Coppa Italia, ed Emanuele Chiaretti con 12 reti, delle quali 9 in campionato e 3 in Coppa. La prima giornata è stata spostata a inizio ottobre, per il Cesena il torneo inizia con il botto, due trasferte vinte con 5 reti di Myrtaj, il girone di andata si è chiuso a 31 punti con il terzo posto. Bene anche il girone di ritorno con 28 punti ottenuti, poi l'amaro epilogo nei playoff. Pur nella continuità familiare, dal 28 ottobre 2002 Edmeo Lugaresi dopo 22 anni lascia la presidenza del Cesena nelle mani del figlio Giorgio Lugaresi. La squadra cesenate ha vinto il girone G della Coppa Italia eliminando il Rimini, la Vis Pesaro, il San Marino e il Fano, poi nei sedicesimi di finale ha perso il doppio confronto con l'Arezzo ai calci di rigore (3-5).

## Rosa
| N. |                      | Ruolo | Calciatore         |
| -- | -------------------- | ----- | ------------------ |
|    | Italia (bandiera)    | A     | Marco Bernacci     |
|    | Italia (bandiera)    | C     | Federico Bettoni   |
|    | Italia (bandiera)    | D     | Mauro Bianchi      |
|    | Italia (bandiera)    | C     | Davide Biondini    |
|    | Italia (bandiera)    | C     | Roberto Biserni    |
|    | Italia (bandiera)    | D     | Luca Ceccarelli    |
|    | Italia (bandiera)    | D     | Damiano Cesari     |
|    | Italia (bandiera)    | A     | Emanuele Chiaretti |
|    | Italia (bandiera)    | C     | Simone Confalone   |
|    | Italia (bandiera)    | C     | Fabio Dall'Ara     |
|    | Italia (bandiera)    | C     | Oscar Damiani      |
|    | Argentina (bandiera) | A     | Germán Denis       |
|    | Italia (bandiera)    | C     | Adriano Fiore      |

| N. |                    | Ruolo | Calciatore          |
| -- | ------------------ | ----- | ------------------- |
|    | Italia (bandiera)  | D     | Simone Groppi       |
|    | Italia (bandiera)  | D     | Gianluca Luppi      |
|    | Italia (bandiera)  | A     | Giordano Meloni     |
|    | Albania (bandiera) | A     | Florian Myrtaj      |
|    | Italia (bandiera)  | C     | Ivan Piccoli        |
|    | Italia (bandiera)  | A     | Nicola Pozzi        |
|    | Italia (bandiera)  | C     | Daniele Proietti    |
|    | Italia (bandiera)  | D     | Angelo Rea          |
|    | Italia (bandiera)  | P     | Lorenzo Squizzi     |
|    | Italia (bandiera)  | D     | Christian Terlizzi  |
|    | Italia (bandiera)  | A     | Gaetano Vasari      |
|    | Italia (bandiera)  | D     | Fabrizio Stringardi |
|    | Italia (bandiera)  | D     | Roberto Vitiello    |

## Risultati

### Campionato

#### Girone di andata
| Arbitro: | Giordano (Caltanissetta) |

|           |           |                    |
| Denis 54’ | Marcatori | 33’ (rig.) Testini |

| Arbitro: | Tagliavento (Terni) |

|                        |           |                                    |
| Ginestra 57’ Tasso 69’ | Marcatori | 19’ (rig.), 24’ (rig.), 66’ Myrtaj |

| Arbitro: | Giachero (Pinerolo) |

|                            |           |                 |
| Luppi 77’ (aut.) Teani 85’ | Marcatori | 46’, 73’ Myrtaj |

| Arbitro: | M. Mazzoleni (Bergamo) |

|                                                    |           |                |
| Chiaretti 44’ Myrtaj 57’ Biondini 73’ Cesari 90+1’ | Marcatori | 88’ Dell'Acqua |

| Arbitro: | Giannoccaro (Lecce) |

|  |           |                     |
|  | Marcatori | 8’ Luppi 45’ Myrtaj |

| Arbitro: | Ferraro (Crotone) |

|                          |           |  |
| Chiaretti 38’ Myrtaj 45’ | Marcatori |  |

| Arbitro: | Liberti (Genova) |

|                               |           |  |
| Zaffaroni 35’ S. Romano 90+2’ | Marcatori |  |

| Arbitro: | Marelli (Como) |

|                         |           |  |
| Chiaretti 51’ Luppi 88’ | Marcatori |  |

| Arbitro: | Zambon (Padova) |

|                          |           |                            |
| Bizzarri 1’ De Vezze 27’ | Marcatori | 49’ Cesari 90+3’ Confalone |

| Arbitro: | Cenni (Imola) |

|                             |           |                            |
| Bernacci 1’, 58’ Myrtaj 71’ | Marcatori | 61’, 79’ (rig.) Gasparetto |

| Ferrara 10 novembre 2002 11ª giornata | SPAL                | 0 – 0 | Cesena | Stadio Paolo Mazza\| Arbitro: \| Carlucci (Molfetta) \| |
| Arbitro:                              | Carlucci (Molfetta) |       |        |                                                         |

| Arbitro: | Nicoletti (Macerata) |

|                                      |           |  |
| Chiaretti 19’ Piccoli 52’ Myrtaj 66’ | Marcatori |  |

| Arbitro: | M. Mazzoleni (Bergamo) |

|              |           |  |
| A. Villa 77’ | Marcatori |  |

| Arbitro: | Stefanini (Prato) |

|                                |           |           |
| M. Bianchi 90+4’ Piccoli 90+5’ | Marcatori | 27’ Zubin |

| Arbitro: | Giannoccaro (Lecce) |

|                |           |  |
| R. Bettini 62’ | Marcatori |  |

| Arbitro: | Romeo (Verona) |

|             |           |  |
| Bernacci 4’ | Marcatori |  |

| Arbitro: | Tonolini (Milano) |

|            |           |  |
| Bianco 38’ | Marcatori |  |

#### Girone di ritorno
| Arbitro: | Mariuzzo (Venezia) |

|  |           |                               |
|  | Marcatori | 41’, 70’ Chiaretti 90’ Myrtaj |

| Cesena 12 gennaio 2003 19ª giornata | Cesena                 | 0 – 0 | Padova | Stadio Dino Manuzzi\| Arbitro: \| M. Mazzoleni (Bergamo) \| |
| Arbitro:                            | M. Mazzoleni (Bergamo) |       |        |                                                             |

| Arbitro: | Banti (Livorno) |

|               |           |  |
| Confalone 78’ | Marcatori |  |

| Arbitro: | Squillace (Catanzaro) |

|                            |           |  |
| Zanon 51’ Amore 73’ (rig.) | Marcatori |  |

| Arbitro: | Rocchi (Firenze) |

|                                         |           |              |
| Confalone 45’, 62’ Chiaretti 47’ (rig.) | Marcatori | 4’ Carruezzo |

| Arbitro: | Ioseffi (Siena) |

|                                      |           |                               |
| Liolidis 11’, 45’ Stroppa 55’ (rig.) | Marcatori | 8’, 38’ Piccoli 58’ Confalone |

| Arbitro: | Velotto (Grosseto) |

|                              |           |  |
| Cesari 35’, 41’ Terlizzi 90’ | Marcatori |  |

| Arbitro: | Pantana (Macerata) |

|  |           |              |
|  | Marcatori | 23’ Biondini |

| Arbitro: | Mariuzzo (Venezia) |

|                                   |           |                                |
| Chiaretti 52’ (rig.) Bernacci 61’ | Marcatori | 6’ De Vezze 8’ (rig.) Bizzarri |

| Arbitro: | Ferraro (Crotone) |

|                          |           |              |
| Rinaldini 9’ Florean 81’ | Marcatori | 90+2’ Cesari |

| Cesena 23 marzo 2003 28ª giornata | Cesena              | 0 – 0 | SPAL | Stadio Dino Manuzzi\| Arbitro: \| Tagliavento (Terni) \| |
| Arbitro:                          | Tagliavento (Terni) |       |      |                                                          |

| Varese 30 marzo 2003 29ª giornata | Varese                | 0 – 0 | Cesena | Stadio Franco Ossola\| Arbitro: \| Sacco (Civitavecchia) \| |
| Arbitro:                          | Sacco (Civitavecchia) |       |        |                                                             |

| Arbitro: | Ciampi (Roma) |

|                        |           |  |
| Denis 31’ Vitiello 90’ | Marcatori |  |

| Arbitro: | Ciancaleoni (Foligno) |

|              |           |  |
| Zanoletti 7’ | Marcatori |  |

| Cesena 27 aprile 2003 32ª giornata | Cesena             | 0 – 0 | Pisa | Stadio Dino Manuzzi\| Arbitro: \| Velotto (Grosseto) \| |
| Arbitro:                           | Velotto (Grosseto) |       |      |                                                         |

| La Spezia 4 maggio 2003 33ª giornata | Spezia               | 0 – 0 | Cesena | Stadio Alberto Picco\| Arbitro: \| Nicoletti (Macerata) \| |
| Arbitro:                             | Nicoletti (Macerata) |       |        |                                                            |

| Arbitro: | Crugliano (Crotone) |

|                                     |           |                   |
| Chiaretti 54’ Myrtaj 59’ Vasari 76’ | Marcatori | 39’, 68’ Chianese |

### Pleyoff
| Arbitro: | Tonolini (Milano) |

|                    |           |  |
| Ambrosi 66’ (rig.) | Marcatori |  |

| Arbitro: | Tagliavento (Terni) |

|         |           |                |
| Rea 26’ | Marcatori | 25’ R. Bettini |

## Coppa Italia di Serie C

### Girone G
| Arbitro: | Capozzi (Vicenza) |

|               |           |                                      |
| Pittaluga 90’ | Marcatori | 20’ Terlizzi 73’ Denis 75’ Chiaretti |

| Arbitro: | Nicoletti (Macerata) |

|                   |           |              |
| Myrtaj 55’ (rig.) | Marcatori | 34’ D'Angelo |

| Arbitro: | Barbirati (Ferrara) |

|  |           |                                        |
|  | Marcatori | 3’, 67’ Chiaretti 38’ Groppi 72’ Denis |

| 28 agosto 2002 4ª giornata |  | – Turno di Riposo Cesena |  |  |

| Cesena 4 settembre 2002 5ª giornata | Cesena               | 0 – 0 | Fano | Stadio Dino Manuzzi\| Arbitro: \| Zanardo (Conegliano) \| |
| Arbitro:                            | Zanardo (Conegliano) |       |      |                                                           |

### Sedicesimi
| Arbitro: | Lena (Ciampino) |

|           |           |  |
| Moreo 45’ | Marcatori |  |

| Arbitro: | Pantana (Macerata) |

|                                   |                      |                                         |
| Denis 41’                         | Marcatori            |                                         |
| Dall'Ara Zattini Meloni Valentini | Tiri di rigore 3 – 5 | Pasqual Cardona Moreo Marzullo Aglietti |